# کروشاری
کروشاری (به بلغاری: Krushari) یک منطقهٔ مسکونی در بلغارستان است که در شهرستان کروشاری واقع شده‌است.
 کروشاری  ۱٬۵۹۲ نفر جمعیت دارد و ۲۰۸ متر بالاتر از سطح دریا واقع شده‌است.